# 海岸 (2011年の映画)
『海岸』（The Shore）は、テリー・ジョージ監督による2011年の北アイルランドの短編映画である。第84回アカデミー賞短編映画賞を受賞した。
日本では2013年5月17日にWOWOWで放送された。

## プロット
北アイルランド問題を背景とし、少年時代に誤解のために絶縁して以来25年ぶりに再会した2人の親友が描かれる。

## キャスト
- ジョー - キアラン・ハインズ
- パディ - コンリース・ヒル
- パトリシア - ケリー・コンドン
- メアリー - マギー・クローニン（英語版）

## 製作
撮影は全て北アイルランドダウン県アードグラス近郊のコニー島にあるジョージ家のコテージで行われた。